# Davisiana
Davisiana is een geslacht van weekdieren uit de klasse van de Gastropoda (slakken).

## Soort
- Davisiana inquirenda Egorova, 1972